# Vismut(III)oxid
Vismut(III)oxid (vismuttrioxid) är en kemisk förening av vismut och syre med formeln Bi2O3. Det förekommer naturligt som mineralet Bismit.

## Framställning
Vismuttrioxid kan framställas genom förbränning av vismut i luft.
{\displaystyle {\rm {4\ Bi+3\ O_{2}\rightarrow 2\ Bi_{2}O_{3}}}}
Det kan också framställs av vismut(III)nitrat som bildas när mineral som innehåller vismut löses upp i kokande salpetersyra. Lösningen neutraliseras med natriumhydroxid varefter vatten och natriumnitrat kokas bort.

## Användning
Vismuttrioxid används för att framställa ren vismut genom reduktion med kol.
{\displaystyle {\rm {2\ Bi_{2}O_{3}+3\ C\rightarrow 3\ CO_{2}+4\ Bi}}}
Det används även inom keramik- och glas-industrierna.